# Lianmin
Lianmin (kinesiska: 联民, 联民苗族瑶族乡) är en socken i Kina. Den ligger i provinsen Hunan, i den södra delen av landet, omkring 310 kilometer sydväst om provinshuvudstaden Changsha. Antalet invånare är 5319. Befolkningen består av 2 525 kvinnor och 2 794 män. Barn under 15 år utgör 17,0 %, vuxna 15-64 år 72 %, och äldre över 65 år 9,0 %.
Genomsnittlig årsnederbörd är 1 741 millimeter. Den regnigaste månaden är maj, med i genomsnitt 246 mm nederbörd, och den torraste är december, med 65 mm nederbörd.